# Anemia tomentosa
Anemia tomentosa là một loài dương xỉ trong họ Anemiaceae. Loài này được Savigny Sw. mô tả khoa học đầu tiên năm 1806.